# Hisonotus iota
Hisonotus iota är en fiskart som beskrevs av Carvalho och Roberto Esser dos Reis 2009. Hisonotus iota ingår i släktet Hisonotus och familjen Loricariidae. Inga underarter finns listade i Catalogue of Life.